# 平田弥里
平田 弥里（ひらた みさと、1979年2月27日 - ）は、日本の女優、タレント、グラビアアイドルである。群馬県太田市出身。アフロディーテ所属。日本女子大学文学部卒業。

## 来歴
2000年にデビュー。その後はテレビや舞台、グラビアなどで活躍中。2006年の『ウルトラマンメビウス』ではアマガイ・コノミ役を演じている。
2008年5月に中村知世とユニット「CHI-ME（チャイム）」を結成し、歌手としても活動する。
2008年6月16日に自身のブログにて無期限活動停止を告白。ブログはその後も継続するも、同年11月25日付で休止。
2009年に復帰、仕事復帰は2009年5月2 - 5日に中日劇場で行なわれた「ウルトラマンプレミアステージ3」。
2015年6月に吉岡毅志（『ウルトラマンガイア』の主人公・高山我夢役）吉岡と結婚、7月4日にブログにて報告した。またFacebookの基本情報にも書き込みされている。(2018年に離婚)
所属事務所は、活動休止前までT-artistに所属していたが、2009年4月よりアフロディーテへ移籍。
アフロディーテプロデュースのアイドルグループ「彩才女組」のセンター。2010年12月10日にデビューアルバム「彩才女組＃1」をリリース。

## 出演

### テレビ番組
- 喝!リベンジナイト（2000年4月8日 - 9月30日、テレビ東京） - レギュラー・リベギャル
- マッハブイロク（2000年4月20日、フジテレビ）
- 卵の館（2000年9月10日 - 10月1日、フジテレビ） - 第4期生レギュラー・準優勝
- お台場トレンド株式市場（2000年12月2日 - 2001年3月31日、BSフジ） - レギュラー・カブっ娘
- 週刊デジタルマガジン #7（2001年1月22日、BSフジ）
- 夢情報〜夢野家の人々（2001年7月2日 - 2003年7月11日、テレビ朝日） - レギュラー・長女みさと 役
- インターネットTV Live Cute（2001年10月11日） - ゲスト
- アイドル“独断と偏見”放送局 #15（2004年12月17日、SKY PerfecTV! 371ch. エンタ!371）
- むらむらっと!アイドル診療所♪ 第6回（2005年1月6日、 あっ!とおどろく放送局） - ゲスト
- GET at☆アイドル!（2005年4月15日 - 6月24日、SKY PerfecTV!272ch.TheMUSIC272） - レギュラー・グランプリ受賞
- 青木さやかの美人の素（2005年8月18日 - 、TBS） - 第3期女子アナウンサー候補生
- 株式会社アイドル芸能社（2005年8月30日、BS-i） - ゲスト
- グラビアの美少女 #347（2006年1月13日、SKY PerfecTV! MONDO21）
- 夢の扉 〜NEXT DOOR〜（2006年2月5日、TBS） - ドリームナビゲーター
- ウルトラセブン誕生40周年記念特番 僕たちのウルトラセブン〜40年目の同窓会〜（2007年7月30日、TBS）
- 全力坂 三谷坂・切通坂（2007年11月7日・12日、テレビ朝日）
- カスタマイズクラブ（2007年4月 - 2008年3月、SKY PerfecTV! 関西テレビ☆京都チャンネル） - ナビゲーター
- 夢情報〜きらめき夢子さん（2014年4月 - 、テレビ朝日） - 妻・夢野夢子 役

### テレビドラマ
- 怖い日曜日 第4話「彼女の墓」（2000年7月27日、日本テレビ）
- ウルトラマンメビウス（2006年4月8日 - 2007年3月31日、CBC・TBS） - レギュラー・アマガイ・コノミ 役
- 千の風になって ドラマスペシャル 第2弾 ゾウのはな子（2007年8月4日、フジテレビ）
- 漫画喫茶都市伝説 呪いのマンナさん（2008年6月3日 - 8月19日、BS-i） - メイド喫茶の店長 役
- ウルトラマンX 第10話（2015年9月22日、テレビ東京） - 植木千鶴 役

### 映画
- ピンチランナー（2000年）
- つのだじろうの霊界からの招待状 本当にあった恐怖体験〜雨女（2001年） - 主演
- HDシネマ やくそくの花（2001年）
- 夏のアト（2002年）
- パローレ（2004年） - 雪＝うさこ 役
- 月とチェリー（2004年） - 上田茜 役
- 悪霊箱vol.1 悪夢の棲む森（2005年） - 桃沢聖華 役
- ナイチンゲーロ（2006年） - 千種 役
- ウルトラマンメビウス&ウルトラ兄弟（2006年） - アマガイ・コノミ 役
- クレーマー Case1（2008年） - 安倉奈穂 役
- ヨムトシヌ DEATH COMIC PART 1（2009年） - メイド喫茶店長 役
- ヨムトシヌ DEATH COMIC PART 2（2009年） - メイド喫茶店長 役
- 書の道（2009年12月） - 書道部の先輩・江島ひかり 役
- デスカッパ（2010年11月） - 主演・河堂加奈子 役
- ギャングスタ（2011年2月） - 麻耶教諭 役

### オリジナルビデオ
- ウルトラシリーズ - アマガイ・コノミ 役
  - ウルトラマンメビウス外伝 アーマードダークネス（2008年）
  - クライマックス・ストーリーズ ウルトラマンメビウス
  - ウルトラマンメビウス 最強！ウルトラ兄弟
  - ウルトラマンメビウス 激闘！ウルトラマンヒカリ
  - ウルトラマンメビウス 誕生！ウルトラマンメビウス

### 舞台
- デビルマン・不動を待ちながら（2002年9月13 - 16日、シアターサンモール)
- ウルトラマンプレミアステージ（2007年5月2日 - 6日、中日劇場） - アマガイ・コノミ隊員 役
- ネバーランド★A GO! GO!（2008年1月31日 - 2月3日、新宿SPACE107）
- ウルトラマンプレミアステージ2（2008年5月2日 - 6日、中日劇場） - アマガイ・コノミ隊員 役
- 飛騨高山ウルトラヒーローレジェンドステージ（2008年6月29日、高山市民文化会館大ホール） - アマガイ・コノミ隊員 役
- ウルトラマンプレミアステージ3（2009年5月2日 - 5日、中日劇場） - 小森杏由 役
- ベニバラ兎団 vol.5β「レスラーガールズ」（2011年1月7日 - 11日、下北沢シアター711）
- ベニバラ兎団 vol.6「行けっ!風間山荘」（2011年4月21日 - 24日、ザムザ阿佐谷）
- トライフルエンターテインメントプロデュース「蒼空時雨」（2011年7月12日 - 18日、テアトルBONBON） - 楠木（朽月）風夏 役
- 彩才女組 Vo.3「橙色のあかり、碧いひかり」（2011年10月7日 - 10日、スタジオモモンガ）
- タンバリンプロデューサーズ11回公演「舞台 新耳袋2〜幽霊夜想曲（ゴースト・ノクターン）〜」（2011年11月30日 - 12月4日、キンケロシアター）
- 彩才女組 Vol.5「港崎遊廓」（2012年2月9日 - 12日、シアターブラッツ）
- MOSH SHORT COLLECTION 02「勝手にしやがれ」（2012年4月19日 ‐ 22日、GEKI地下リバティ）
- 鬼切姫-ONIKIRIHIME-（2012年6月6日 - 10日、渋谷区文化総合センター大和田伝承ホール） - 北紅鬼神・紅乙葉 役
- FREE(S)プロデュース公演「第一章 Dream-dandelion-」（2012年7月11日 - 16日、エコー劇場）
- FREE(S)プロデュース公演「第二章 Dream-sunflower-」（2012年7月18日 - 22日、エコー劇場）
- FREE(S)プロデュース公演「第三章 Dream-Baby's breath-」（2012年7月24日 - 29日、エコー劇場）
- トライフルエンターテインメントプロデュース「吐息雪色」（2012年12月19日 - 24日、中野ザ・ポケット） - 楠木風夏 役
- 不消者第18回公演「冬の鼠」（2013年2月28日 - 3月3日、中目黒キンケロシアター / 3月9日・10日、一心寺シアター倶楽）
- ベニバラ兎団 VOL.13「6-SIX-」（2013年3月20日 - 24日、ウッディシアター中目黒）
- 独りぼっちの地球人 feat.ULTRASEVEN（2013年9月12日 - 16日、円谷プロダクション） - パーソナリティー・古沢桐子 役
- 演劇集団Z-Lion 第3回公演「Can you believe ファンタスケッチ?」（2014年2月4日 - 9日、テアトルBONBON）
- 舞台 龍が如く（2015年4月24日 - 29日） - アケミ役

### CM
- 秋田銀行「あきぎん・マイカーローン・ズーム」篇（2000年）
- ソフマップ「Sofmap. magazine」（2001年）
- 日清「韓国風辛口カップヌードル・サポーター」篇（2002年）
- エアーリンク「私たちは、旅行のプロです」篇（2004年 - 2005年）

### パチンコ
- CRフィーバーアクアナイン／アクアパラダイス（2004年、SANKYO） - ミミ（声） 役

## 作品

### CD

#### 中村知世とのユニットとして
- EMERALD STAR〜ふたりの伝説〜(DVD付) （2008年5月21日発売）
  - <CD収録曲>
    - (1) EMERALD STAR〜ふたりの伝説〜
    - (2) ココロ模様
    - (3) キミの手
    - (4) EMERALD STAR〜ふたりの伝説〜(カラオケ)
    - (5) ココロ模様(カラオケ)
    - (6) キミの手(カラオケ)

  - <DVD収録>
    - (1) EMERALD STAR〜ふたりの伝説〜(PV)
    - (2) ココロ模様(PV)
    - (3) キミの手(PV)
    - (4) ふたりのメイキング

#### ウルトラマンメビウスでのキャラクター、アマガイコノミとして
- ウルトラ兄弟 おあそびCDブック（2008年8月27日発売）
  - <CD収録曲>
    - (1) ウルトラマンの歌
    - (2) ウルトラマンメビウス えかきうた
    - (3) ウルトラマン音頭
- 勇気のタマゴ/奴らがウルティメイトフォースゼロ!（2013年4月17日発売）
  - CDの3曲目「一丁目のウルトラマン」のボーカルを担当。

### イメージビデオ
1. 1st DVD Spoony（2004年11月20日 OMATA）
2. 2nd DVD Fairy Kiss（2005年12月22日 トリコロール）
3. 3rd DVD ヒロイン（2007年1月26日 彩文館）
4. 4th DVD CAPSULE（2007年3月20日 トリコロール）
5. 5th DVD 共犯者（2007年6月20日 ソニー・ミュージックディストリビューション）
6. 6th DVD 恋の記憶（2007年10月26日 リバプール）
7. 7th DVD Eternal Blue（2008年2月25日 アウトビジョン）
8. 8th DVD ミサトさん（2008年5月23日 竹書房）
9. 9th DVD 浪漫（2008年8月20日 ビーエムドットスリー）
10. 10th DVD Love Me SweeT（2008年11月21日 イーネット・フロンティア）
11. 11th DVD ミサトのとなり（2010年3月26日 イーネット・フロンティア）
12. ある日…（2011年6月24日、竹書房）

### 写真集
- ヒロイン（2006年11月15日、アスコム）
- 共犯者（2007年6月21日、学研）
- He N Shi N（2008年4月25日、彩文館出版）
- ヒトリジメ（2008年11月、山岸伸写真事務所 ※30部限定発売）

### グッズ
- HIT'S LIMITED 平田弥里 トレーディングカード（2007年12月発売）
- 平田弥里 等身大抱き枕（2008年1月25日 - 2月29日注文締切、完全予約受注生産）
- ウルトラマンメビウス コノミマケット怪獣Tシャツ（2009年7月12日注文締切、完全予約受注生産）
- ウルトラヒロインメモリアル アマガイコノミ〜コノミから愛を込めて〜（2009年発売、生産数限定販売）